# Музей сновидений Фрейда
Музей сновидений Фрейда был открыт 4 ноября 1999 года к столетию выхода в свет книги Зигмунда Фрейда «Толкование сновидений». Музей находится в Санкт-Петербурге на Большом проспекте Петроградской стороны, 18а. Основатель музея — Виктор Мазин; художник — Владимир Кустов.

## Экспозиция
Экспозиция представляет собой «тотальную инсталляцию», рассчитанную на фантазию посетителей музея.
В «Музее» два зала, «вводный» и «сновиденческий», — светлый и тёмный. В первом зале есть двенадцать витрин, посвящённых отдельным эпизодам жизни и деятельности «отца-основателя» психоанализа.
Между первым и вторым залами музея расположены десять самых знаменитых сновидений Фрейда в рисунках Павла Пепперштейна.

## Деятельность
Музей является культурно-просветительским и научно-исследовательским центром. В нём регулярно проводятся выставки, лекции, семинары, конференции, кинопоказы, концерты экспериментальной музыки. В течение семи лет по вторникам и пятницам в музее проходят семинары, посвящённые творчеству выдающегося французского психоаналитика Жака Лакана.
Также в музее регулярно проводятся экскурсии, рассказывающие о жизни Фрейда, основах психоаналитического метода и толковании сновидений.
Музей участвует в различных издательских программах (журнал «Кабинет», серия «Лакановские тетради»).